# Método das potências
Em matemática, o método das potências é um algoritmo para calcular autovalores: dada uma matriz A, o algoritmo irá produzir um número λ (o autovalor) e um vetor v não nulo (o autovetor), tal que Av = λv. O algoritmo também é conhecido como  a iteração de Von Mises.
O método da potência é um algoritmo muito simples. Ele não computa a decomposição matricial, e portanto pode ser usada quando A é uma grande matriz esparsa. No entanto, ele irá encontrar apenas um autovalor (aquele com o maior módulo) e poderá convergir lentamente.

## O método
O método da potência inicia com um vetor b0, que pode ser uma aproximação para o autovalor dominante ou um vetor aleatório. O método é descrito pela iteração
{\displaystyle b_{k+1}={\frac {Ab_{k}}{\|Ab_{k}\|}}.}
Assim, a cada iteração, o vetor bk é multiplicado pela matriz A e normalizado.
De acordo com as premissas:
- A tem um autovalor que é estritamente maior em magnitude que os outros autovalores;
- O vetor inicial {\displaystyle b_{0}} tem um componente não-nulo na direção de um autovetor associado com o autovalor dominante.

Assim:
- A sub-série {\displaystyle \left(b_{k}\right)} converge a um autovetor associado com o autovalor dominante.

Note que a série {\displaystyle \left(b_{k}\right)} não necessariamente converge. Pode ser mostrado que:

{\displaystyle b_{k}=e^{i\phi _{k}}v_{1}+r_{k}}
onde: {\displaystyle v_{1}} é um autovetor associado ao autovalor dominante, e {\displaystyle \|r_{k}\|\rightarrow 0}. A presença do termo {\displaystyle e^{i\phi _{k}}} implica que {\displaystyle \left(b_{k}\right)} não irá convergir a menos que {\displaystyle e^{i\phi _{k}}=1}.
Sob os dois pressupostos acima, a série {\displaystyle \left(\mu _{k}\right)} definida por:
{\displaystyle \mu _{k}={\frac {b_{k}^{*}Ab_{k}}{b_{k}^{*}b_{k}}}}
converge para o autovalor dominante.
Isso pode ser executado como uma simulação com o seguinte algoritmo:
```
for
 
each
(
''
simulation
''
)
 
{

    
// calcular o produto de matriz-por-vetor Ab

    
for
(
i
=
0
;
 
i
<
n
;
 
i
++
)
 
{

         
tmp
[
i
]
 
=
 
0
;

         
for
 
(
j
=
0
;
 
j
<
n
;
 
j
++
)

              
tmp
[
i
]
 
+=
 
A
[
i
][
j
]
 
*
 
b
[
j
];
 
// produto escalar de col(A) com b

    
}

    
// calcular o comprimento do vetor resultante

    
norm_sq
=
0
;

    
for
 
(
k
=
0
;
 
k
<
n
;
 
k
++
)

         
norm_sq
 
+=
 
tmp
[
k
]
*
tmp
[
k
];
 

    
norm
 
=
 
sqrt
(
norm_sq
);

    
// normalizar b para um vetor unitário para a próxima iteração

    
b
 
=
 
tmp
/
norm
;

}

```

O valor da norma converge para o autovalor dominante, e o vetor b para o autovetor associado.
(Nota: O código acima assume A e b real. Para lidar com valores complexos; A[i][j] se torna conj(A[i][j]), e tmp[k]*tmp[k] se torna conj(tmp[k])*tmp[k])
Esse algoritmo é utilizado para calcular coisas tais como o Google en:PageRank.
O método também pode ser usado para calcular o raio espectral da matriz pelo cálculo do quociente de Rayleigh:
{\displaystyle {\frac {b_{k}^{\top }Ab_{k}}{b_{k}^{\top }b_{k}}}={\frac {b_{k+1}^{\top }b_{k}}{b_{k}^{\top }b_{k}}}.}

## Análise
Decompondo {\displaystyle A} pela forma canônica de Jordan: {\displaystyle A=VJV^{-1}}, onde a primeira coluna de {\displaystyle V} é um autovetor de {\displaystyle A} correspondente ao autovalor dominante de {\displaystyle \lambda _{1}}. Como o autovalor dominante de {\displaystyle A} é único, o primeiro bloco de Jordan de {\displaystyle J} é a matriz 1x1 {\displaystyle {\begin{bmatrix}\lambda _{1}\end{bmatrix}}}, onde {\displaystyle \lambda _{1}} é o maior autovalor de A em magnitude. O vetor inicial {\displaystyle b_{0}} pode ser escrito como uma combinação linear das colunas de V:
{\displaystyle b_{0}=c_{1}v_{1}+c_{2}v_{2}+\cdots +c_{n}v_{n}}.
Pela hipótese, {\displaystyle b_{0}} tem um componente não-nulo na direção do autovalor dominante , assim {\displaystyle c_{1}\neq 0}.
A útil relação de recorrência computacional para {\displaystyle b_{k+1}} pode ser reescrita como:
{\displaystyle b_{k+1}={\frac {Ab_{k}}{\|Ab_{k}\|}}={\frac {A^{k+1}b_{0}}{\|A^{k+1}b_{0}\|}}},
onde a expressão:
{\displaystyle {\frac {A^{k+1}b_{0}}{\|A^{k+1}b_{0}\|}}}
é mais propícia a seguinte análise.

{\displaystyle \displaystyle {\begin{array}{lcl}b_{k}&=&{\frac {A^{k}b_{0}}{\|A^{k}b_{0}\|}}\\&=&{\frac {\left(VJV^{-1}\right)^{k}b_{0}}{\|\left(VJV^{-1}\right)^{k}b_{0}\|}}\\&=&{\frac {VJ^{k}V^{-1}b_{0}}{\|VJ^{k}V^{-1}b_{0}\|}}\\&=&{\frac {VJ^{k}V^{-1}\left(c_{1}v_{1}+c_{2}v_{2}+\cdots +c_{n}v_{n}\right)}{\|VJ^{k}V^{-1}\left(c_{1}v_{1}+c_{2}v_{2}+\cdots +c_{n}v_{n}\right)\|}}\\&=&{\frac {VJ^{k}\left(c_{1}e_{1}+c_{2}e_{2}+\cdots +c_{n}e_{n}\right)}{\|VJ^{k}\left(c_{1}e_{1}+c_{2}e_{2}+\cdots +c_{n}e_{n}\right)\|}}\\&=&\left({\frac {\lambda _{1}}{|\lambda _{1}|}}\right)^{k}{\frac {c_{1}}{|c_{1}|}}{\frac {v_{1}+{\frac {1}{c_{1}}}V\left({\frac {1}{\lambda _{1}}}J\right)^{k}\left(c_{2}e_{2}+\cdots +c_{n}e_{n}\right)}{\|v_{1}+{\frac {1}{c_{1}}}V\left({\frac {1}{\lambda _{1}}}J\right)^{k}\left(c_{2}e_{2}+\cdots +c_{n}e_{n}\right)\|}}\end{array}}}
A expressão acima simplifica como {\displaystyle k\rightarrow \infty }
{\displaystyle k\rightarrow \infty }

{\displaystyle \left({\frac {1}{\lambda _{1}}}J\right)^{k}={\begin{bmatrix}[1]&&&&\\&\left({\frac {1}{\lambda _{1}}}J_{2}\right)^{k}&&&\\&&\ddots &\\&&&\left({\frac {1}{\lambda _{1}}}J_{m}\right)^{k}\\\end{bmatrix}}\rightarrow {\begin{bmatrix}1&&&&\\&0&&&\\&&\ddots &\\&&&0\\\end{bmatrix}}}
enquanto
{\displaystyle k\rightarrow \infty }.
O limite vem do fato de que o autovalor de {\displaystyle {\frac {1}{\lambda _{1}}}J_{i}} ser menor que 1 em magnitude, então
{\displaystyle \left({\frac {1}{\lambda _{1}}}J_{i}\right)^{k}\rightarrow 0}
enquanto
{\displaystyle k\rightarrow \infty }

.
Segue que:

{\displaystyle {\frac {1}{c_{1}}}V\left({\frac {1}{\lambda _{1}}}J\right)^{k}\left(c_{2}e_{2}+\cdots +c_{n}e_{n}\right)\rightarrow 0}
enquanto
{\displaystyle k\rightarrow \infty }
Usando esse fato, {\displaystyle b_{k}} pode ser escrito numa forma de enfatizar sua relação com {\displaystyle v_{1}} quando k é grande:

{\displaystyle {\begin{matrix}b_{k}&=&\left({\frac {\lambda _{1}}{|\lambda _{1}|}}\right)^{k}{\frac {c_{1}}{|c_{1}|}}{\frac {v_{1}+{\frac {1}{c_{1}}}V\left({\frac {1}{\lambda _{1}}}J\right)^{k}\left(c_{2}e_{2}+\cdots +c_{n}e_{n}\right)}{\|v_{1}+{\frac {1}{c_{1}}}V\left({\frac {1}{\lambda _{1}}}J\right)^{k}\left(c_{2}e_{2}+\cdots +c_{n}e_{n}\right)\|}}&=&e^{i\phi _{k}}{\frac {c_{1}}{|c_{1}|}}v_{1}+r_{k}\end{matrix}}}
onde {\displaystyle e^{i\phi _{k}}=\left(\lambda _{1}/|\lambda _{1}|\right)^{k}}
e
{\displaystyle \|r_{k}\|\rightarrow 0}
enquanto
{\displaystyle k\rightarrow \infty }
A série {\displaystyle \left(b_{k}\right)} é delimitada, para que contenha uma sub-série convergente. Note que o autovetor correspondente ao autovalor dominante só é único até um escalar, assim, embora a série {\displaystyle \left(b_{k}\right)} possa não convergir, {\displaystyle b_{k}} é quase um autovetor de A para grandes k.
Alternativamente, se A é uma matriz diagonalizável, então o seguinte prova o mesmo resultado:
Seja λ1, λ2, …, λm os m autovalores de A e seja v1, v2, …, vm os correspondentes autovetores. Suponha que {\displaystyle \lambda _{1}} é o autovalor dominante, assim {\displaystyle |\lambda _{1}|>|\lambda _{j}|} para {\displaystyle j>1}.
O vetor inicial {\displaystyle b_{0}} pode ser escrito como:
{\displaystyle b_{0}=c_{1}v_{1}+c_{2}v_{2}+\cdots +c_{m}v_{m}.}
Se {\displaystyle b_{0}} é escolhido aleatoriamente (com probabilidade uniforme), então c1 ≠ 0 com probabilidade 1. Agora,
{\displaystyle {\begin{array}{lcl}A^{k}b_{0}&=&c_{1}A^{k}v_{1}+c_{2}A^{k}v_{2}+\cdots +c_{m}A^{k}v_{m}\\&=&c_{1}\lambda _{1}^{k}v_{1}+c_{2}\lambda _{2}^{k}v_{2}+\cdots +c_{m}\lambda _{m}^{k}v_{m}\\&=&c_{1}\lambda _{1}^{k}\left(v_{1}+{\frac {c_{2}}{c_{1}}}\left({\frac {\lambda _{2}}{\lambda _{1}}}\right)^{k}v_{2}+\cdots +{\frac {c_{m}}{c_{1}}}\left({\frac {\lambda _{m}}{\lambda _{1}}}\right)^{k}v_{m}\right).\end{array}}}
A expressão entre parênteses converge para {\displaystyle v_{1}} porque {\displaystyle |\lambda _{j}/\lambda _{1}|<1} para {\displaystyle j>1}. Por outro lado, nós temos
{\displaystyle b_{k}={\frac {A^{k}b_{0}}{\|A^{k}b_{0}\|}}.}
Por tanto, {\displaystyle b_{k}} converge para (um múltiplo de) o autovetor {\displaystyle v_{1}}. A convergência é geométrica com taxa
{\displaystyle \left|{\frac {\lambda _{2}}{\lambda _{1}}}\right|,}
onde {\displaystyle \lambda _{2}} indica o segundo autovalor dominante. Assim, o método converge lentamente, se houver um autovalor próximo em magnitude ao autovalor dominante.

## Aplicações
Apesar do método das potências aproximar apenas um autovalor de uma matriz, continua sento usado para certos problemas computacionais. Por exemplo, a Google o usa para calcular o rank da página de documentos do seu sistema de pesquisa. Para matrizes que são bem condicionadas e esparsas como the Web matrix, o método das potências pode ser mais eficiente do que outros métodos para encontrar autovetores dominantes.
Alguns dos mais avançados algoritmos para autovalores pode ser entendido como variações do método das potências. Por exemplo, o método da potência inverso aplica a iteração a matriz {\displaystyle A^{-1}}. Outros algoritmos olham para todo o sub-espaço gerado pelos vetores {\displaystyle b_{k}}.. Esse subespaço é conhecido como the en:Krylov subspace. Pode ser computado pela iteração de Arnoldi ou a iteração de Lanczos. Outra variação do método de potências que simultaneamente nos fornece n autovalores e autofunções, bem como acelera a convergência para {\displaystyle \left|\lambda _{n+1}/\lambda _{1}\right|,}, é "Multiple extremal eigenpairs by the power method" no Journal of Computational Physics Volume 227 Issue 19, October, 2008, Pages 8508-8522 (Também veja o pdf abaixo para Los Alamos National Laboratory report LA-UR-07-4046).